# Éric Demarsan
Éric Demarsan (Parigi, 2 ottobre 1938) è un compositore francese di colonne sonore cinematografiche.

## Colonne sonore
- L'armata degli eroi (L'Armée des ombres), regia di Jean-Pierre Melville (1969)
- I senza nome (Le cercle rouge), regia di Jean-Pierre Melville (1970)
- L'affare della Sezione Speciale (Section spéciale), regia di Costa-Gavras (1975)
- Lo sconosciuto (Attention, les enfants regardent), regia di Serge Leroy (1978)
- Il rubacuori (Le bourreau des cœurs), regia di Christian Gion (1983)
- Une affaire privée - Una questione privata (Une affaire privée), regia di Guillaume Nicloux (2002)